# Enicospilus vorax
Enicospilus vorax là một loài tò vò trong họ Ichneumonidae.